# Ponašanje (album)
Ponašanje je drugi album beogradske grupe Činč. Album je sniman 2003. u studiju Halbstar Home Studios. Album je objavljen za izdavačku kuću Templum iz Skoplja iste godine. Povodom nastupa grupe u zagrebačkom klubu Močvara 18. marta 2007. izašlo je reizdanje za izdavačku kuću Listen Loudest iz Zagreba.

## Izvođači na albumu
- Đorđe Ilić — gitara, glas
- Luka Stanisavljević — bas, glas
- Milica Vilotić — glas
- Marija Balubdžić — klavir, glas
- Željko Makivić — gitara, glas, udaraljke
- Danica Minić — glas
- Irena Vanić — glas
- Milica Balubdžić — glas
- Milan Marković — glas
- Branko Propadović — glas

Miks: Željko Makivić i Luka Stanisavljević

## Spisak pesama
1. Mornar Popeče
2. Nova
3. Albukerke
4. Dan koji sviće i tebi
5. Kešanje
6. Tebe čekam
7. Keks
8. Šta treba maloj deci
9. Katana
10. Verbs
11. Drnč
12. Irvas
13. Žak
14. Marenda

## Spoljašnje veze
- Činč — CD Ponašanje (2003) — Prezentacija na zvaničnom vebsajtu
- — Recenzija albuma